# Anita Howard
Anita Howard (née le 22 mars 1969) est une athlète américaine, spécialiste du 400 mètres.

## Biographie
Elle remporte la médaille d'argent du relais 4 × 400 mètres lors des Championnats du monde en salle 1997, à Paris, en compagnie de Shanelle Porter, Natasha Kaiser-Brown et Jearl Miles. 

### Palmarès
| Date | Compétition                    | Lieu  | Résultat | Épreuve   |
| ---- | ------------------------------ | ----- | -------- | --------- |
| 1997 | Championnats du monde en salle | Paris | 2e       | 4 × 400 m |

### Records
| Épreuve | Épreuve   | Performance | Lieu           | Date          |
| ------- | --------- | ----------- | -------------- | ------------- |
| 400 m   | Plein air | 52 s 30     | Port-d'Espagne | 11 mai 1996   |
| 400 m   | Salle     | 52 s 61     | Atlanta        | 1er mars 1997 |